# Gitara akustyczna

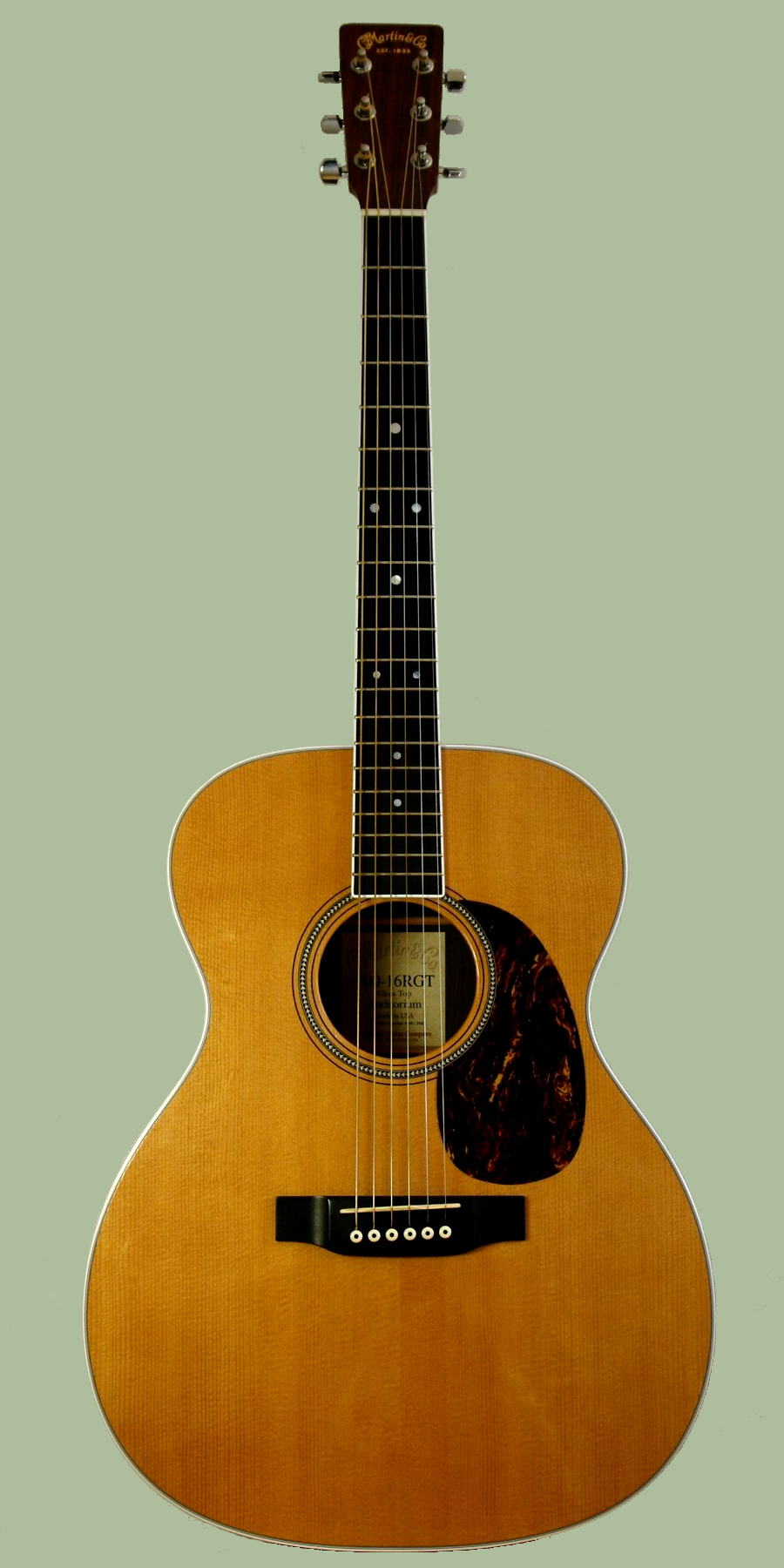
Gitara akustyczna

Gitara akustyczna – gitara wywodząca się z gitary klasycznej.

## Budowa
W literaturze spotyka się czasami rozróżnienie rodzajów gitary ze względu na materiał, z jakiego wykonane są struny i wynikające z tego konsekwencje konstrukcyjne. W tym rozumieniu gitara akustyczna to gitara o stalowych strunach. Może mieć 6 lub 12 strun.
Niekiedy również za gitary akustyczne uważa się całą grupę gitar, których źródłem wzmocnienia dźwięku jest pudło rezonansowe – w przeciwieństwie do gitar elektrycznych, w których wzmocnienia dźwięku strun dokonuje się dzięki użyciu wzmacniaczy gitarowych, czyli za pośrednictwem prądu elektrycznego. Taka definicja zalicza do gitar akustycznych także m.in. gitarę klasyczną.
Ze względu na mocniejszy naciąg strun gitara akustyczna ma wzmocnioną konstrukcję w stosunku do gitary klasycznej. Wzmocnieniu uległ gryf oraz jego połączenie z pudłem rezonansowym. Także mechanizm naciągu strun w starych konstrukcjach gitar klasycznych, oparty na połączeniach klinowych, okazał się niewystarczający i został zastąpiony przez miniaturowe przekładnie ślimakowe lub inne podobne rozwiązania. Gryf jest węższy niż w gitarach klasycznych.

## Zastosowanie
Wynalezienie gitary akustycznej było podyktowane koniecznością naturalnego wzmocnienia dźwięku gitary grającej w zespole. Gitara akustyczna spełniła to zadanie, lecz tylko połowicznie. Stalowe struny podniosły natężenie dźwięku, zmieniły także jego barwę na bardziej ostrą i wyraźną, niż w gitarze klasycznej, lecz ciągle było to za mało, by gitara stała się instrumentem wiodącym w big bandzie jazzowym. Problem ten rozwiązała dopiero gitara elektryczna.
Gitara akustyczna znalazła szerokie zastosowanie w muzyce rozrywkowej – jazzie, rocku, a zwłaszcza w bluesie, w muzyce country i folkowej. Większość znanych gitarzystów rockowych ma w swym repertuarze choć jeden utwór, zwykle balladę, na gitarę akustyczną.
Gitara akustyczna wykorzystywana jest również w stylu fingerstyle.